# Antonio Rivera
Antonio Rivera (* 5. Dezember 1963 in Río Piedras, Puerto Rico; † 24. April 2005) war ein puerto-ricanischer Boxer im Federgewicht und Linksausleger. 

## Karriere
Am 26. Februar 1981 gab er gegen Humberto Maldonado mit einem technischen K.-o.-Sieg in Runde 1 erfolgreich sein Profidebüt. Bereits in seinem 13. Kampf wurde er puerto-ricanischer Meister.
Im August 1986 bezwang er Ki-Young Chung durch T.K.o. in Runde 10 und errang dadurch den IBF-Weltmeistergürtel. Diesen Titel verlor er bereits in seiner ersten Titelverteidigung am 23. Januar 1988 an Calvin Crove. Im Jahre 1986 beendete er seine Karriere.